# 蘭岑基興
蘭岑基興是奥地利下奥地利州维也纳新城城郊县的一个市镇。总面积29.8平方公里，总人口3632人，人口密度121.9人/平方公里（2005年）。